# Talgje
Talgje (również Sør-Talgje) – wyspa w południowo-zachodniej Norwegii, w okręgu Rogaland, w gminie Stavanger, na Boknafjorden.

## Opis
Wyspa ma powierzchnię 4,1 km² i zamieszkuje ją 285 osób (dane z 2021). Na Talgje funkcjonuje uprawa pomidorów. Połączona jest z wyspami Finnøy i Rennesøy podwodnym tunelem. Prócz tego między południowo-wschodnią częścią wyspy a miejscowością Tau funkcjonuje przeprawa promowa.
Na wyspie znajduje się kamienny, romański kościół z około 1150, zwany Talgje kyrkje, funkcjonuje również przedszkole.